# Aroa decolorata
Aroa decolorata är en fjärilsart som beskrevs av Erich Martin Hering 1926. Aroa decolorata ingår i släktet Aroa och familjen tofsspinnare. Inga underarter finns listade i Catalogue of Life.